# Лантуит Фардръ
Ла̀нтуит Фа̀рдръ (на английски: Llantwit Fardre, на местния диалект Хла̀нтуит Ва̀рдра; на уелски: Llanilltud Faerdref, Ланѝлтид Ва̀йрдрев, изговаря се по-близко до Хланѝхълтид Ва̀йрдрев) е град в Южен Уелс, графство Ронда Кънън Таф. Разположен е на около 10 km на северозапад от централната част на столицата Кардиф. Има жп гара. Добив на каменни въглища. Тук от 1925 г. е основана и базирана транспортната компания Едуардс Коучис. Населението му е 13 993 жители според данни от преброяването през 2001 г.